# Blanco megye
Blanco megye az Amerikai Egyesült Államokban, azon belül Texas államban található. Megyeszékhelye Johnson City, legnagyobb városa Blanco. Lakosainak száma 11 374 fő (2020. április 1.). Blanco megye Burnet, Travis, Hays, Comal, Kendall, Gillespie és Llano megyékkel határos.

## Népesség
A megye népességének változása:
| Lakosok száma | 10 516 | 10 583 | 10 673 | 10 723 | 11 004 | 11 374 |
|               | 2010   | 2011   | 2012   | 2013   | 2015   | 2020   |